# Conophorus lusitanicus
Conophorus lusitanicus is een vliegensoort uit de familie van de wolzwevers (Bombyliidae). De wetenschappelijke naam van de soort is voor het eerst geldig gepubliceerd in 1835 door Guérin-Méneville.